# In My Life (The Rasmus)
In My Life is een nummer van de Finse rockband The Rasmus uit 2004. Het is in Finland de 2e en in Nederland de 3e single van hun vijfde studioalbum Dead Letters.
Volgens de band is het nummer een egoïstisch lied, dat gaat over keuzes. In The Rasmus' thuisland Finland haalde het nummer de 2e positie. In de Nederlandse Top 40 haalde het een bescheiden 29e positie, en in Vlaanderen werd de 5e plek in de Tipparade gehaald. Buiten Finland, Nederland en België werd het nummer geen hit.